# Lily Kahumoku
Lily Kahumoku Olteanu (Charleston, 24 giugno 1981) è un'ex pallavolista statunitense.
Giocava nel ruolo di schiacciatrice.

## Carriera
La carriera di Lily Kahumoku, moglie del pallavolista rumeno Bogdan Olteanu, inizia nei tornei scolastici del Texas, giocando per la Coronado HS, prima di trasferirsi alle Hawaii e vincere due titoli di stato in tre anni con la Kamehameha Schools. Al termine delle scuole superiori entra a far parte della squadra di pallavolo femminile della University of Hawaii at Manoa, partecipando alla NCAA Division I dal 1999 al 2003: nel corso della sua carriera universitaria, oltre a saltare la NCAA Division I 2001 per motivi personali, raggiunge tre volte le semifinali nazionali, raccogliendo diversi riconoscimenti individuali.
Appena finita la carriera universitaria, nel gennaio 2004 firma il suo primo contratto professionistico insieme alla compagna di squadra Lauren Duggins, andando a giocare in Russia col Volejbol'nyj klub Samorodok di Chabarovsk, disputando la seconda parte della SFV 2003-04. Nel campionato 2004-05 approda in Italia, prendendo parte alla Serie A1 col neopromosso Santeramo Sport. Nel campionato successivo è sempre in Italia, ma in serie cadetta, dove difende i colori della Robur Tiboni Urbino Volley.
Nella stagione 2006-07 ritorna nel massimo campionato italiano, ingaggiata dalla Jogging Volley Altamura, mentre nella stagione seguente si trasferisce in Spagna, dove gioca col Club Atlético Voleibol Murcia 2005 e si aggiudica la supercoppa, la Coppa del Regina e lo scudetto; al termine degli impegni nella penisola iberica, approda a Porto Rico, partecipando alla seconda parte della Liga de Voleibol Superior Femenino 2008 con le Divas de Aguadilla. Disputa fin dall'inizio anche l'edizione seguente, questa volta difendendo i colori delle Caribes de San Sebastián; al termine dell'annata si ritira dall'attività agonistica.

## Palmarès

### Club
- Campionato spagnolo: 1

2007-08
- Coppa della Regina: 1

2007-08
- Supercoppa spagnola: 1

2007

### Premi individuali
- 2000 - All-America First Team
- 2000 - NCAA Division I: Richmond National All-Tournament Team
- 2002 - All-America First Team
- 2003 - All-America Second Team
- 2003 - NCAA Division I: Honolulu Regional All-Tournament Team